# Города Монголии
Это список городов в Монголии.

## Города
Исторически на европейских картах в качестве городов Монголии (периода до 1921 года) показывали три города: Урга (современный Улан-Батор), Улясутай и Кобдо. Кроме того, значительными населенными пунктами показывали Уланком, Маймачен, Кырылун (Керулен).
После 1921 года было принято считать городами столицу страны и административные центры аймаков, а также несколько достаточно крупных (населением в несколько тысяч каждое) поселений: на 1990 год статус таких городов имели Тосонцэнгэл (аймак Завхан), Хатгал (аймак Хувсгел), Зуунэхараа и Шарынгол (аймак Сэлэнгэ). До 1940 года городом считался Алтанбулаг, но он лишился этого статуса так как утратил функцию аймачного центра; в то же время Хатгал, который тогда же перестал быть аймачным центром, статус города сохранял.
Конституционная реформа 1992 года привела к тому, что в главном законе Монголии исчезли понятия города и посёлка городского типа как административных единиц, тип административных единиц монг. «хороо» (по-русски она именовалась «хорон»), то есть минимальная единица местного самоуправления в городах и посёлках городского типа, за пределами Улан-Батора упразднялся. Это породило ситуацию, когда аймачные центры, традиционно считавшиеся городами, в реальной жизни сохранили этот статус, однако с формальной точки зрения все аймачные центры стали считаться сомонами (сельскими районами), то же произошло с остальными городами, которые также были переведены в статус сомонов. Что касается посёлков городского типа, то некоторые из них получили статус сомонов, остальные — багов (монг. баг, мельчайшая единица местного самоуправления в Монголии) в составе сомонов.
20 декабря 1993 года был принят закон Монголии «О правовом положении городов и посёлков городского типа», в котором были прописаны следующие положения:
- Город — централизованный населённый пункт с населением не менее 15 000 жителей, большинство из которых работает в основном в промышленности и сфере услуг, с развитой городской инфраструктурой.
- Посёлок городского типа — самоуправляемый населённый пункт в одной из наиболее развитых отраслей сельского хозяйства, промышленности, туризма, отдыха, транспорта и торговли; его население составляет от 500 до 15 тысяч человек.
- Великий Государственный Хурал (парламент) Монголии решает вопрос о признании посёлка городом, если сочтет это необходимым с учётом его роли и значения в экономическом и социальном развитии государства и его административно-территориальных единиц.
- Города и посёлки городского типа входят в состав соответствующего аймака и сомона, либо в состав Улан-Батора и его административного района.

Статистические органы Монголии не применяют последовательных формальных критериев отнесения того или иного сомона или бага к городскому или же сельскому. В реальной жизни городами в Монголии зачастую именуют такие крупные (в условиях Монголии) населённые пункты с типично городскими типами застройки и хозяйственной деятельности как Зуунэхараа (21 тыс. жит.), Хархорин (12 тыс. жит.), Бор-Ундер (9 тыс. жит.) и Шарынгол (8 тыс. жит.), однако статистические органы Монголии учитывают эти сомоны как сельские. При этом в Резолюции Парламента Монголии о выделении Бор-Ундера в самостоятельный сомон прямым текстом Бор-Ундер иначе как город не именуется. То же говорится в Постановлении правительства Монголии о городах Бэрх, Зуунэхараа, Хутел, Хархорин.
Названия городов приведены по-русски и по-монгольски. Население приведено по переписи 2000 года (5 января), по переписи 2010 года (10 ноября), и по официальной оценке на 2021 год. Население дано по городам в «узком смысле», то есть не включая подчинённые городу сельские территории и/или удалённые посёлки. В частности, поэтому Налайх и Багануур, которые формально считаются административными районами Улан-Батора, но удалены от собственно города на десятки километров, даны в качестве отдельных населённых пунктов, а население Улан-Батора дано без Налайха, Багануура и Багахангая (ещё одного удалённого посёлка, который считается районом Улан-Батора).
| Ранг | Название     | Монг.        | Население (2000) | Население перепись 2010 | Население оценка 2022 | Аймак/ город центрального подчинения |
| ---- | ------------ | ------------ | ---------------- | ----------------------- | --------------------- | ------------------------------------ |
| 1.   | Улан-Батор * | Улаанбаатар  | 711 900          | 1 089 358               | 1 567 794             | Улан-Батор                           |
| 2.   | Эрдэнэт      | Эрдэнэт      | 68 310           | 83 379                  | 102 724               | Орхон                                |
| 3.   | Дархан       | Дархан       | 65 791           | 74 738                  | 87 696                | Дархан-Уул                           |
| 4.   | Чойбалсан    | Чойбалсан    | 44 880           | 38 537                  | 47 212                | Дорнод                               |
| 5.   | Мурэн        | Мөрөн        | 28 903           | 35 789                  | 42 639                | Хувсгел                              |
| 6.   | Улгий        | Өлгий        | 28 060           | 29 392                  | 40 138                | Баян-Улгий                           |
| 7.   | Налайх       | Налайх       | 23 600           | 30 049                  | 39 579                | Улан-Батор                           |
| 8.   | Арвайхээр    | Арвайхээр    | 19 058           | 27 162                  | 35 165                | Уверхангай                           |
| 9.   | Улаангом     | Улаангом     | 26 319           | 27 152                  | 33 065                | Увс                                  |
| 10.  | Баянхонгор** | Баянхонгор   | 22 066           | 29 817                  | 32 560                | Баянхонгор                           |
| 11.  | Ховд         | Ховд         | 26 023           | 29 012                  | 32 322                | Ховд                                 |
| 12.  | Багануур     | Багануур     | 21 100           | 22 210                  | 29 341                | Улан-Батор                           |
| 13.  | Даланзадгад  | Даланзадгад  | 14 183           | 18 740                  | 29 250                | Умнеговь                             |
| 14.  | Сайншанд***  | Сайншанд     | 25 210           | 18 735                  | 27 751                | Дорноговь                            |
| 15.  | Чингис       | Чингис       | 18 003           | 17 164                  | 24 267                | Хэнтий                               |
| 16.  | Баруун-Урт   | Баруун-Урт   | 15 133           | 14 089                  | 23 523                | Сухэ-Батор                           |
| 17.  | Сухэ-Батор   | Сүхбаатар    | 22 374           | 19 662                  | 22 187                | Сэлэнгэ                              |
| 18.  | Цэцэрлэг     | Цэцэрлэг     | 16 553           | 20 604                  | 21 726                | Архангай                             |
| 19.  | Алтай        | Алтай        | 18 023           | 15 492                  | 18 934                | Говь-Алтай                           |
| 20.  | Замын-Уудэ   | Замын-Үүд    | 5486             | 13 285                  | 18 585                | Дорноговь                            |
| 21.  | Зуунмод      | Зуунмод      | 16 227           | 17 313                  | 17 264                | Туве                                 |
| 22.  | Мандалговь   | Мандалговь   | 14 517           | 10 888                  | 16 593                | Дундговь                             |
| 23.  | Улиастай     | Улиастай     | 24 276           | 17 468                  | 16 544                | Завхан                               |
| 24.  | Хархорин     | Хархорин сум | 8 977            | 8 411                   | 12 170                | Уверхангай                           |
| 25.  | Чойр         | Чойр         | 8983             | 8526                    | 13 164                | Говь-Сумбэр                          |
| 26.  | Булган       | Булган       | 16 239           | 11 320                  | 12 814                | Булган                               |

* — город в «узком смысле», удалённые районы Налайх, Багануур, Багахангай не включены
** — город в «узком смысле», удалённый посёлок городского типа Шаргалжуут не включён
*** — город в «узком смысле», удалённый посёлок городского типа Зуунэбаян не включён

## Посёлки городского типа
Категория населённых пунктов «посёлок городского типа» была введена Монгольской Народной Республике в послевоенный период по аналогии с СССР; к этой категории относили несельскохозяйственные поселения при горнодобывающих предприятиях, фабриках по лесопереработке, железнодорожных станциях и т. п. Также некоторые посёлки городского типа были связаны с крупными войсковыми соединениями советской армии Забайкальского военного округа, размещавшимися в Монгольской Народной Республике. Иногда некоторые посёлки были «закрытыми» и сам факт их существования утаивался (как это было, к примеру, с посёлком Мардай у месторождения урана в аймаке Дорнод).
В настоящее время в Монголии, в связи с развитием горнодобывающей и горноперерабатывающей промышленности, появился ряд несельскохозяйственных поселений при такого рода предприятиях, но которые никакого специального статуса «посёлка городского типа» не имеют. Чаще всего такие поселения являются разросшимися административными центрами соседних сомонов.
| Русское название | Монгольское название | Население, оценка 2021 | Аймак/ город центрального подчинения |
| ---------------- | -------------------- | ---------------------- | ------------------------------------ |
| Багахангай       | Багахангай           | 4459                   | Улан-Батор                           |
| Баянтоорой       | Баянтоорой           | 781                    | Говь-Алтай                           |
| Бугант           | Бугант               | 3258                   | Сэлэнгэ                              |
| Бэрх             | Бэрх                 | 2377                   | Хэнтий                               |
| Гурванбаян       | Гурванбаян           | 968                    | Хэнтий                               |
| Гуулин           | Гуулин               | 722                    | Говь-Алтай                           |
| Дулаанхаан       | Дулаанхаан           | 1802                   | Сэлэнгэ                              |
| Зуунэбаян        | Зүүнбаян             | 1968                   | Дорноговь                            |
| Зуунэхараа       | Зүүнхараа            | 20 832                 | Сэлэнгэ                              |
| Номгон           | Номгон               | 1987                   | Сэлэнгэ                              |
| Рашаант          | Рашаант              | 1857                   | Сэлэнгэ                              |
| Тунхэл           | Түнхэл               | 3084                   | Сэлэнгэ                              |
| Хатгал           | Хатгал               | 3723                   | Хувсгел                              |
| Хэрлэнбаян-Улаан | Хэрлэнбаян-Улаан     | 527                    | Хэнтий                               |
| Хэрх             | Хэрх                 | 2965                   | Сэлэнгэ                              |
| Хялганат         | Хялганат             | 2975                   | Булган                               |
| Цагааннуур       | Цагааннуур           | 1663                   | Баян-Улгий                           |
| Шаргалжуут       | Шаргалжуут           | 1413                   | Баянхонгор                           |

На 1990 год в Монгольской Народной Республике насчитывалось 25 посёлков городского типа.